# レプティクティディウム

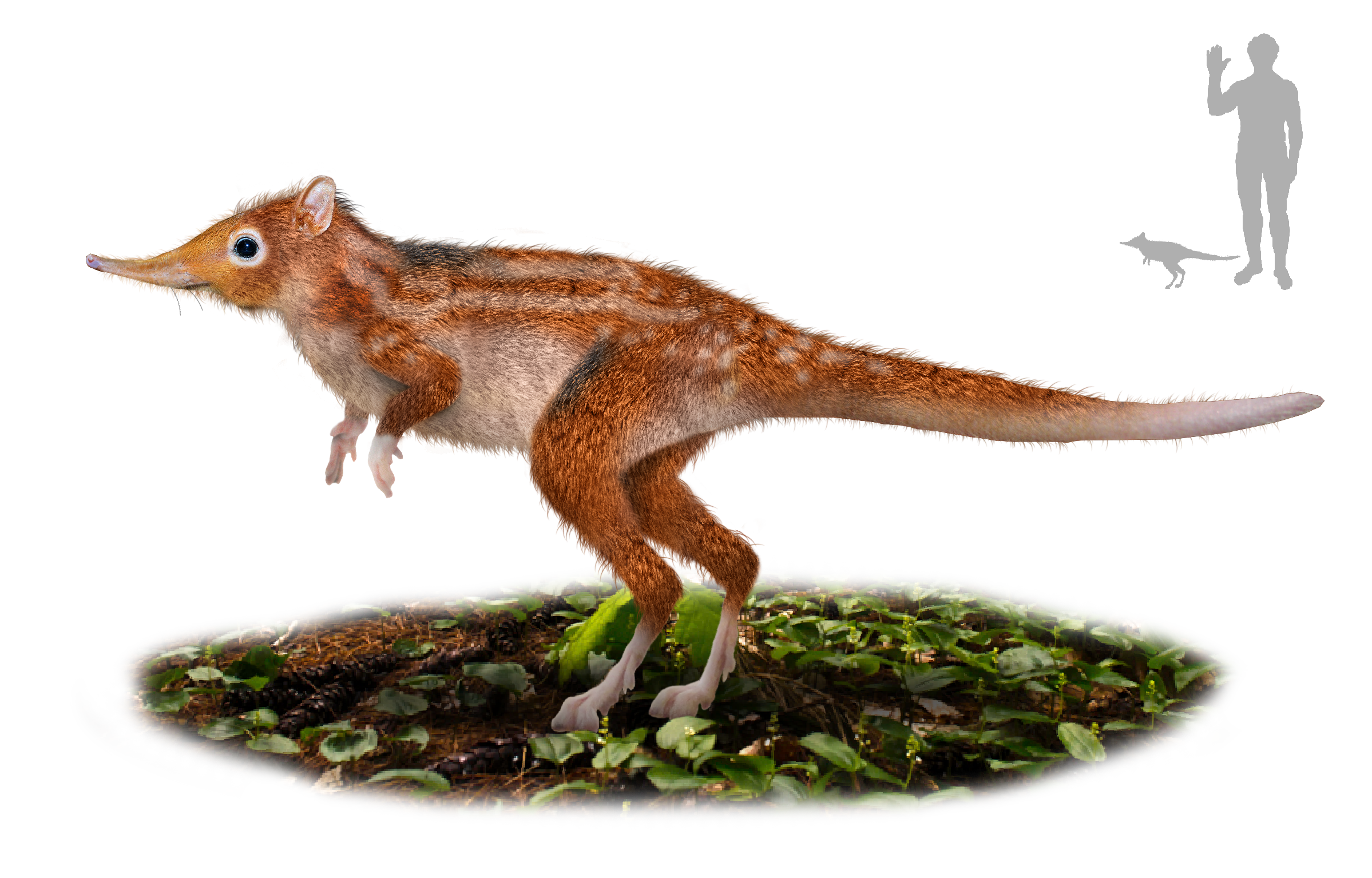
復元図

レプティクティディウム(Leptictidium)は、4700万年前に生息した小型の哺乳類である。ドイツから化石が発見されている。
体長は最大37.5cmで、さらに50cmの尾を持っていた。語源は「優美なイタチ」を意味するラテン語であり、雑食性で昆虫、トカゲなどを食していた。これらの動物を捕食したとされる胃の容積物も見つかっているのも特徴である。
カンガルーのように発達した後ろ足と長い尻尾を使って移動していたとされているが、その手段は長らく議論されてきた。2001年放送の『ウォーキングwithビースト』ではカンガルーのように跳ね回る姿が描写されている。比較材料となる現生の哺乳類が少ないため移動方法に関しては議論されており、2006年の研究では主に二足で走り回り、時には跳躍して移動することもできたとされている。一方で冨田幸光は骨盤と後肢の構造から跳躍移動よりかは二足歩行を用いて移動していたと推測した。2016年の研究では、三半規管の構造からハネジネズミや跳躍性の有胎盤類と同等の俊敏性があると推測された。頭蓋骨の鼻先骨の形状によって細長い鼻先があったと推測されているのも特徴である。
生息地が温暖な亜熱帯の森林からより開けた平原や森林地帯に移行したことが本属を絶滅に追いやった理由と考えられている。